# Baruničina ljubav
Baruničina ljubav jest roman hrvatskog književnika Ante Kovačića, koji je roman posvetio svojoj supruzi Milki. Roman je objavljen 1877. godine, pojavivši se u časopisu nazvanom Vijenac.
Godine 1878., Kovačić je raspravljao s Rikardom Jorgovanićem o Baruničinoj ljubavi. Kovačić je bio nadahnut Eugèneom Sueom i Honoréom de Balzacom.
U Baruničinoj ljubavi Kovačić opisuje Edipov kompleks, smjestivši radnju u Hrvatsko zagorje, gdje je Kovačić rođen.

## Likovi
- Sofija Martinić (rođena Grefštein), barunica
- Ivan Martinić, Sofijin muž
- Pavao Lanosović, Sofijin i Ivanov sin
- Milka Stalićeva
- Mirko Stalić, Milkin otac
- Julijo Krčelić
- Jakob, sluga